# KkStB 183
A kkStB 183 sorozat egy kétcsatlós, szertartályos gőzmozdony-sorozat volt a kkStB-nél, mely mozdonyok az Österreichische Lokaleisenbahngesellschaft-tól (ÖLEG) származtak.
Az ÖLEG a Floridsdorfi Mozdonygyártól rendelt négy db kétcsatlós szertartályos mozdonyt a Caslau–Zawratetz közötti vonalára, melyeket 1881-1882-ben szállított a gyár. A 105-108 pályaszámokat kapták.
A mozdonyoknak dobozkeretük volt és kúpos kéményük. Minden kerék fölött homoktartály volt. Mintegy 100 LE teljesítményűek voltak.
Amikor az ÖNWB 1889-ben átvette Caslau–Zawratetz pálya üzemeltetését, átvette a mozdonyokat és az L sorozatba osztotta őket és a kéményeket gallérosra cserélte.
1894-ben a kkStB tulajdonába került a vasút és a mozdonyok is ahol a kkStB 183 sorozatjelet kapták.
1912-ben és 1914-ben selejtezték őket.

## Fordítás
- Ez a szócikk részben vagy egészben  a   kkStB 183 című német Wikipédia-szócikk fordításán alapul.  Az eredeti cikk szerkesztőit annak laptörténete sorolja fel. Ez a jelzés csupán a megfogalmazás eredetét és a szerzői jogokat jelzi, nem szolgál a cikkben szereplő információk forrásmegjelöléseként.